# 長崎大学停留場
長崎大学停留場（ながさきだいがくていりゅうじょう、長崎大学電停）は、長崎県長崎市若葉町にある長崎電気軌道本線の停留場。駅番号は15。
1号・2号・3号各系統が停車する。長崎大学文教キャンパスの正門前にあり、学生や職員の利用が多い。

## 歴史
当停留場は1950年（昭和25年）、本線の大橋 - 住吉間の開業と同日に設置された。開業当時は家野町停留場（いえのまちていりゅうじょう）と称し、ここから住吉停留場までの区間に途中の停留場は設置されていなかった。
停留場名は1966年（昭和41年）に長崎大学前停留場（ながさきだいがくまえていりゅうじょう）に改称。2018年（平成30年）には最寄り施設を明確にするため、「前」を外して長崎大学停留場に改称した。

### 年表
- 1950年（昭和25年）9月16日：家野町停留場として開業[2]。
- 1966年（昭和41年）9月20日：長崎大学前停留場に改称[2]。
- 1969年（昭和44年）3月：横断歩道橋が設置される。
- 1999年（平成11年）
  - 8月27日：道路の渋滞緩和のため、歩道橋を撤去[6][7]。横断歩道と信号を設置。
  - 9月21日：停留場を移設[2]。28日には停留場の改修工事が完了[6]。
- 2018年（平成30年）8月1日：長崎大学停留場に改称[5][8]。

## 構造

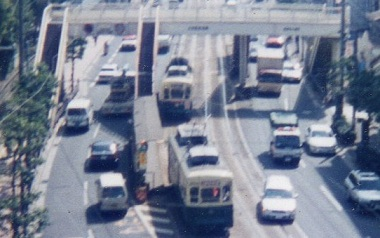
歩道橋撤去前の停留場

長崎大学停留場は併用軌道区間にあり、道路上にホームが設けられる。ホームは2面あり、南北方向に伸びる2本の線路を挟み込むように配される。ただ互いのホームは斜向かいに離れて位置していて、北寄りに長崎駅前方面行きのホーム、南寄りに赤迫方面行きのホームがある。
かつてはホームに横断歩道橋が接続していたが、1999年に撤去された。このとき停留場の設備も改修され、両ホームは24メートルに延長、上屋が取り換えられた。

## 利用状況
長崎電軌の調査によると1日の乗降客数は以下の通り。
- 1998年 - 3,355人[1]
- 2015年 - 3,400人[13]

## 周辺
長崎大学の正門前に停留場があり、学生向けの飲食店や店舗が立ち並ぶ。
長崎大学文教キャンパスは正門側に国道206号、裏門（東門）側に長崎県道113号長与大橋町線が走っている。路面電車は国道上を走っており、正門・裏門の道を区別する際に正門側の道路は「電車通り」と呼ばれている。
- 長崎大学文教キャンパス
  - 大学本部、全学教育棟（旧教養部）、6学部（教育学部・工学部・薬学部・水産学部・環境科学部・多文化社会学部）がある。坂本キャンパスにある医学部・歯学部、片淵キャンパスにある経済学部の学生も一般教養科目受講の際には文教キャンパスに通う。
- 純心中学校・純心女子高等学校
  - 大学正門からキャンパス内を横断し東門へ、そこから更に道路（県道113号線）を横断したところにある（徒歩10 - 15分）。
- イタリアントマトCafejr
- ゲオ長崎大学前店
- あたご自動車学校長大前サービスセンター
- ベスト電器BFS住吉店
- OK PRO住吉店
- ジャパレン

### バス路線
- 長崎バス・長崎県営バス[注 1]
  - 「長崎大学前」バス停（長崎大学側）
  - 「長崎大学前」、「長崎振興局前」バス停[注 2][注 3]（反対側）

## 隣の停留場
長崎電気軌道
本線
若葉町停留場 (14) - 長崎大学停留場 (15) - 岩屋橋停留場 (16)